# Lekkoatletyka na Letnich Igrzyskach Olimpijskich 1948 – bieg na 400 m mężczyzn

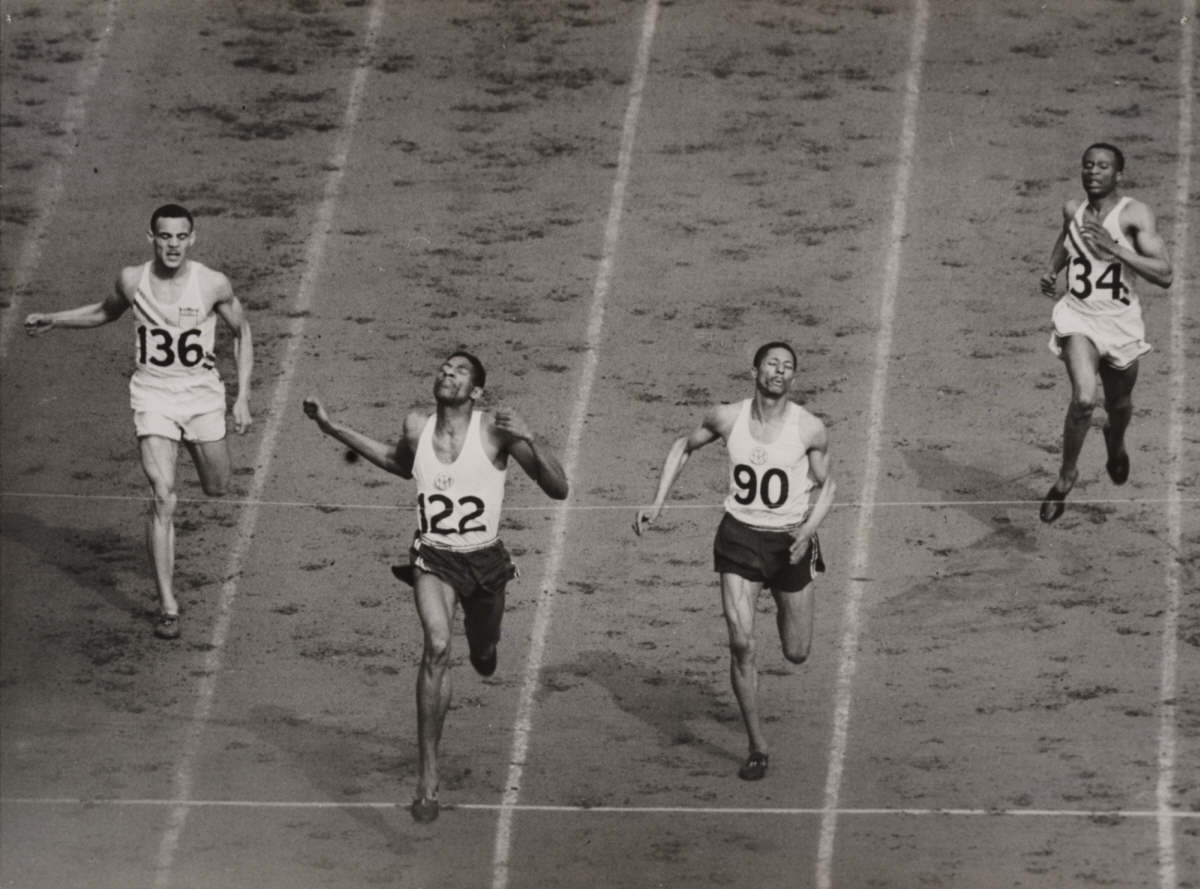
Meta biegu finałowego

Bieg na dystansie 400 metrów mężczyzn był jedną z konkurencji lekkoatletycznych rozgrywanych podczas XIV Igrzysk Olimpijskich w Londynie. Biegi eliminacyjne i ćwierćfinałowe rozegrane zostały 4 sierpnia 1948 roku, zaś biegi półfinałowe i finał — 5 sierpnia 1948 roku. Mistrzem olimpijskim w tej konkurencji został Jamajczyk Arthur Wint. W rywalizacji wzięło udział 53 biegaczy z 28 reprezentacji.
Zdecydowanym faworytem do złota był Jamajczyk Herb McKenley, który w pierwszej połowie 1948 roku pobił trzykrotnie rekordy świata na 400 metrów i 440 jardów oraz wygrał amatorskie mistrzostwa Stanów Zjednoczonych na 400 metrów czasie 45,9 sekundy. Oczekiwany był pojedynek między Jamajczykiem, Amerykaninem Malem Whitfieldem, który zdobył już w Londynie złoty medal na 800 metrów, oraz kolejnym z Jamajczyków, Arthurem Wintem. Whitfield wygrał swój półfinał ustanawiając nowy rekord życiowy czasem 46,3 sekundy – pierwszy raz w życiu schodząc poniżej 47 sekund. W finale McKenley wystartował mocno od razu po starcie i w połowie dystansu wyprzedzał swoich przeciwników o siedem metrów. Lecz na ostatnim zakręcie osłabł, przez co rywale zbliżyli się do niego znacznie, zwłaszcza Wint, który zrównał się z nim na 20 metrów przed metą. Ostatecznie Wint zdobył złoto a McKenley – srebro, zaś Amerykanin zdobył brąz.

## Eliminacje
Bieg 1
| Miejsce | Zawodnik             | Czas | Uwagi |
| ------- | -------------------- | ---- | ----- |
| 1       | James Reardon        | 48,4 | Q     |
| 2       | Marko Račič          | 50,5 | Q     |
| 3       | Chen Yinglang        | 50,9 |       |
| 4       | Georgios Karageorgos | 54,3 |       |

Bieg 2
| Miejsce | Zawodnik        | Czas | Uwagi |
| ------- | --------------- | ---- | ----- |
| 1       | Herb McKenley   | 48,4 | Q     |
| 2       | Rune Larsson    | 49,2 | Q     |
| 3       | Ferenc Bánhalmi | 49,6 |       |
| 4       | Jaime Aparicio  | 50,8 |       |
| 5       | Guillermo Evans | 51,8 |       |

Bieg 3
| Miejsce | Zawodnik           | Czas | Uwagi |
| ------- | ------------------ | ---- | ----- |
| 1       | Zvonimir Sabolović | 49,9 | Q     |
| 2       | Kurt Lundquist     | 50,0 | Q     |
| 3       | Antonio Pocoví     | 50,7 |       |
| 4       | Mario Rosas        | 51,4 |       |
| 5       | Labib Hasso        | 56,8 |       |

Bieg 4
| Miejsce | Zawodnik        | Czas | Uwagi |
| ------- | --------------- | ---- | ----- |
| 1       | George Rhoden   | 48,4 | Q     |
| 2       | Dennis Shore    | 49,0 | Q     |
| 3       | Oskar Hardmeier | 49,2 |       |
| 4       | Angel García    | 50,2 |       |
| 5       | Bill Ramsay     | 50,3 |       |

Bieg 5
| Miejsce | Zawodnik      | Czas | Uwagi |
| ------- | ------------- | ---- | ----- |
| 1       | Jacques Lunis | 49,3 | Q     |
| 2       | Folke Alnevik | 50,2 | Q     |
| 3       | Carlos Monges | 50,9 |       |

Bieg 6
| Miejsce | Zawodnik       | Czas | Uwagi |
| ------- | -------------- | ---- | ----- |
| 1       | Dave Bolen     | 50,1 | Q     |
| 2       | John Bartram   | 50,8 | Q     |
| 3       | Florentus Dill | 53,0 |       |

Bieg 7
| Miejsce | Zawodnik          | Czas | Uwagi |
| ------- | ----------------- | ---- | ----- |
| 1       | Leslie Lewis      | 48,9 | Q     |
| 2       | Bjørn Vade        | 49,6 | Q     |
| 3       | Ernest McCullough | 49,9 |       |
| 4       | Walter Keller     | 50,3 |       |
| 5       | Runar Holmberg    | 50,6 |       |

Bieg 8
| Miejsce | Zawodnik      | Czas | Uwagi |
| ------- | ------------- | ---- | ----- |
| 1       | Mal Whitfield | 48,3 | Q     |
| 2       | Bill Roberts  | 48,9 | Q     |
| 3       | Don McFarlane | 49,5 |       |
| 4       | Olavi Talja   | 50,4 |       |
| 5       | Max Trepp     | 50,9 |       |

Bieg 9
| Miejsce | Zawodnik          | Czas | Uwagi |
| ------- | ----------------- | ---- | ----- |
| 1       | Arthur Wint       | 47,7 | Q     |
| 2       | Francis Schewetta | 48,9 | Q     |
| 3       | John De Saram     | 51,2 |       |
| 4       | Tauno Suvanto     | 51,5 |       |
| 5       | Doğan Acarbay     | 53,0 |       |

Bieg 10
| Miejsce | Zawodnik       | Czas | Uwagi |
| ------- | -------------- | ---- | ----- |
| 1       | Morris Curotta | 49,1 | Q     |
| 2       | Rosalvo Ramos  | 49,2 | Q     |
| 3       | Raymond Crapet | 49,4 |       |
| 4       | Kemal Horulu   | 51,5 |       |

Bieg 11
| Miejsce | Zawodnik          | Czas | Uwagi |
| ------- | ----------------- | ---- | ----- |
| 1       | George Guida      | 49,0 | Q     |
| 2       | Derek Pugh        | 49,3 | Q     |
| 3       | Gustavo Ehlers    | 49,5 |       |
| 4       | Stefanos Petrakis | 54,5 |       |

Bieg 12
| Miejsce | Zawodnik            | Czas | Uwagi |
| ------- | ------------------- | ---- | ----- |
| 1       | Herman Kunnen       | 50,0 | Q     |
| 2       | Bob McFarlane       | 50,6 | Q     |
| 3       | Reynir Sigurðsson   | 51,4 |       |
| 4       | Jaime Itlmann       | 51,5 |       |
| 5       | Stylianos Stratakos | 52,8 |       |

## Ćwierćfinały
Bieg 1
| Miejsce | Zawodnik           | Czas | Uwagi |
| ------- | ------------------ | ---- | ----- |
| 1       | Mal Whitfield      | 48,0 | Q     |
| 2       | George Rhoden      | 48,6 | Q     |
| 3       | Rosalvo Ramos      | 48,7 | Q     |
| 4       | Leslie Lewis       | 49,2 |       |
| 5       | Zvonimir Sabolović | 49,5 |       |
| 6       | Folke Alnevik      | 50,6 |       |

Bieg 2
| Miejsce | Zawodnik       | Czas | Uwagi |
| ------- | -------------- | ---- | ----- |
| 1       | Arthur Wint    | 47,7 | Q     |
| 2       | Morris Curotta | 48,4 | Q     |
| 3       | Dennis Shore   | 48,5 | Q     |
| 4       | Bill Roberts   | 48,6 |       |
| 5       | Bjørn Vade     | 49,7 |       |
| -       | Herman Kunnen  | DNS  |       |

Bieg 3
| Miejsce | Zawodnik          | Czas | Uwagi |
| ------- | ----------------- | ---- | ----- |
| 1       | Herb McKenley     | 48,0 | Q     |
| 2       | George Guida      | 48,0 | Q     |
| 3       | Rune Larsson      | 48,8 | Q     |
| 4       | John Bartram      | 49,9 |       |
| 5       | Francis Schewetta | 49,9 |       |
| 6       | Marko Račič       | 52,1 |       |

Bieg 4
| Miejsce | Zawodnik         | Czas | Uwagi |
| ------- | ---------------- | ---- | ----- |
| 1       | Dave Bolen       | 48,0 | Q     |
| 2       | James Reardon    | 48,3 | Q     |
| 3       | Robert McFarlane | 48,4 | Q     |
| 4       | Kurt Lundquist   | 48,4 |       |
| 5       | Derek Pugh       | 48,8 |       |
| 6       | Jacques Lunis    | 48,9 |       |

## Półfinały
Bieg 1
| Miejsce | Zawodnik       | Czas | Uwagi |
| ------- | -------------- | ---- | ----- |
| 1       | Arthur Wint    | 46,3 | Q     |
| 2       | Morris Curotta | 47,2 | Q     |
| 3       | Mal Whitfield  | 47,4 | Q     |
| 4       | George Rhoden  | 47,7 |       |
| 5       | James Reardon  | 47,8 |       |
| -       | Rune Larsson   | DNS  |       |

Bieg 2
| Miejsce | Zawodnik         | Czas | Uwagi |
| ------- | ---------------- | ---- | ----- |
| 1       | Herb McKenley    | 47,3 | Q     |
| 2       | Dave Bolen       | 47,9 | Q     |
| 3       | George Guida     | 48,3 | Q     |
| 4       | Dennis Shore     | 48,8 |       |
| 5       | Rosalvo Ramos    | 49,1 |       |
| 6       | Robert McFarlane | 51,7 |       |

## Finał
| Place | Athlete        | Time   |
| ----- | -------------- | ------ |
| 1     | Arthur Wint    | 46,3 = |
| 2     | Herb McKenley  | 46,4   |
| 3     | Mal Whitfield  | 46,9   |
| 4     | Dave Bolen     | 47,2   |
| 5     | Morris Curotta | 47,9   |
| 6     | George Guida   | 50,2   |